# Solo un attimo/Psicosi
Solo un attimo/Psicosi è un singolo degli Alluminogeni.

## Il disco
La canzone sul lato A, Solo un attimo, partecipa a Un disco per l'estate 1971
Su Ciao 2001 i due brani del disco furono recensiti positivamente, affermando tra le altre cose

Gli Alluminogeni con il tecnico del suono Plinio Chiesa nel 1971

Secondo Michele Neri e Franco Brizi

## Tracce
LATO A
1. Solo un attimo (testo: Daniele Ostorero – musica: Patrizio Alluminio, Giancarlo Chiaramello; edizioni musicali Usignolo)

LATO B
1. Psicosi (testo: Patrizio Alluminio – musica: Patrizio Alluminio, Giancarlo Chiaramello; edizioni musicali Usignolo)

## Formazione
- Patrizio Alluminio: voce, tastiere
- Daniele Ostorero: batteria, percussioni
- Piero Tonello: chitarra